# Borussia Mönchengladbach
Borussia Mönchengladbach er en tysk fodboldklub fra Mönchengladbach, der spiller i den bedste tyske række Bundesligaen. Klubben er den næstmest succesrige i Bundesligaens historie med fem tyske mesterskaber.

## Historie
Efter klubbens grundlæggelse i 1900 steg klubben op gennem rækkerne, men nåede ikke før efter 2. verdenskrig i den bedste tyske række, Oberligaen. I de følgende år lå klubben og rykkede op og ned mellem Oberligaen og Zweite Liga, men i 1960 kom den første triumf med sejr i den tyske pokalturnering. Klubben kom ikke med i den nyoprettede Bundesliga i 1963, men tre år senere rykkede klubben op, i øvrigt sammen med FC Bayern München, som man de følgende år skulle kæmpe indædt med om at være bedst.
I 1970 vandt Mönchengladbach første gang Bundesligaen, og det blev startskudet til det gyldne årti for klubben. I 1970'erne blev klubben med trænerne Hennes Weisweiler og Udo Lattek kendt for at spille offensivt og målrettet, ikke mindst takket være klubbens tre danske stjerner, Allan Simonsen, Henning Jensen og Ulrik le Fevre. Klubben nåede Mesterholdenes Europa Cup finale 1977 i Europacuppen for mesterhold i 1977, men tabte her til Liverpool FC. Til gengæld blev det til to UEFA-cup-sejre i 1975 og 1979 og fem tyske mesterskaber i 1970erne.
I starten af 1980'erne kneb det med økonomien, og klubben måtte sælge flere stjerner. Det fik også betydning for de sportslige resultater, og selv om klubben som regel holdt sig i den øverste halvdel af Bundesligaen, blev det ikke til mesterskaber. I 1990'erne blev det sværere endnu med kamp for overlevelse i flere sæsoner. I 1999 måtte Mönchengladbach omsider overgive sig og rykkede ned i 2. Bundesliga, hvor de måtte spille i to sæsoner, inden de vendte tilbage til Bundesligaen. De følgende år blev det til placeringer i midten af rækken, men i 2007 måtte klubben igen forlade Bundesligaen. Det blev dog kun et enkelt år i 2. Bundesliga, da klubben allerede sæsonen efter vandt rækken og rykkede op.

## Nuværende spillertrup
Oversigten er opdateret til og med 20. maj 2025
| Nr. | Land     | Position | Spiller               |
| --- | -------- | -------- | --------------------- |
| 1   | Schweiz  | MM       | Jonas Omlin (Anfører) |
| 2   | Italien  | FO       | Fabio Chiarodia       |
| 3   | Japan    | FO       | Ko Itakura            |
| 5   | Tyskland | FO       | Marvin Friedrich      |
| 7   | Østrig   | MI       | Kevin Stöger          |
| 8   | Tyskland | MI       | Julian Weigl          |
| 9   | Frankrig | AN       | Franck Honorat        |
| 10  | Tyskland | MI       | Florian Neuhaus       |
| 11  | Tyskland | AN       | Tim Kleindienst       |
| 13  | Japan    | AN       | Shio Fukuda           |
| 14  | Frankrig | AN       | Alassane Pléa         |
| 16  | Tyskland | MI       | Philipp Sander        |
| 19  | Cambodja | AN       | Nathan Ngoumou        |
| 20  | Tyskland | FO       | Luca Netz             |
| 21  | Tyskland | MM       | Tobias Sippel         |

| Nr. | Land       | Position | Spiller                |
| --- | ---------- | -------- | ---------------------- |
| 22  | Østrig     | FO       | Stefan Lainer          |
| 25  | Tyskland   | AN       | Robin Hack             |
| 26  | Tyskland   | FO       | Lukas Ullrich          |
| 27  | Tyskland   | MI       | Rocco Reitz            |
| 29  | USA        | FO       | Joe Scally             |
| 30  | Schweiz    | FO       | Nico Elvedi            |
| 31  | Tjekkiet   | AN       | Tomas Cvancara         |
| 33  | Tyskland   | MM       | Moritz Nicolas         |
| 38  | Luxembourg | AN       | Yvandro Borges Sanches |
| 39  | Tyskland   | MI       | Niklas Swider          |
| 42  | Luxembourg | MM       | Tiago Pereira Cardoso  |

### Udlånt
| Nr. | Land     | Position | Spiller                                   |
| --- | -------- | -------- | ----------------------------------------- |
| —   | Østrig   | MI       | Hannes Wolf (Udlånt til Swansea City)     |
| —   | Tyskland | MM       | Moritz Nicolas (Udlånt til Viktoria Köln) |
| —   | Danmark  | FO       | Andreas Poulsen (Udlånt til Ingolstadt)   |

| Nr. | Land     | Position | Spiller                                        |
| --- | -------- | -------- | ---------------------------------------------- |
| —   | Tyskland | MI       | Rocco Reitz (Udlånt til Sint-Truiden)          |
| —   | Portugal | MI       | Famana Quizera (Udlånt til Académico de Viseu) |
| —   | Tyskland | AN       | Torben Müsel (Udlånt til Eupen)                |

## Resultater
- 1960: Pokalmester
- 1970: Tysk mester
- 1971: Tysk mester
- 1973: Pokalmester; UEFA-cup finaledeltager;
- 1974: Vice-mestre, Bundesliga
- 1975: Tysk mester; UEFA-cup vinder
- 1976: Tysk mester
- 1977: Tysk mester; Europacup for mesterhold, finaledeltager
- 1978: Vice-mestre, Bundesliga
- 1979: UEFA-cup vinder
- 1980: UEFA-cup, finaledeltager
- 1984: Pokalfinaledeltager
- 1992: Pokalfinaledeltager
- 1995: Pokalvinder

## Kendte spillere fra Mönchengladbach
- Rainer Bonhof (1970-78) – 53 landskampe
- Stefan Effenberg (1987-90 + 1994-98) – 35 landskampe
- Jupp Heynckes (1965-67 + 1970-78) – 56 landskampe, alletiders mest scorende Mönchengladbach-spiller med 195 mål
- Horst Köppel (1968-71 + 1973-79) – træner i klubben i sæsonen 2005-06
- Horst Wohlers (1975-1979)
- Ewald Lienen (1977-81 + 1983-87)
- Lothar Matthäus (1979-84) – tysk rekord med 150 landskampe
- Günter Netzer (1965-73) – 37 landskampe
- Uli Stielike (1972-77) – 42 landskampe
- Berti Vogts (1965-79) – 96 landskampe
- Oliver Neuville (2004-) – 65 landskampe
- Christian Ziege (2004-05) – 72 landskampe
- Yann Sommer (2014-2023) - 87 landskampe

## Danske spillere
- Ulrik le Fevre (1969-73) – 37 landskampe, scorede “Årets mål" i Bundesligaen i 1971
- Henning Jensen (1972-76) – 22 landskampe
- Allan Simonsen (1972-79) – årets europæiske fodboldspiller 1977, 56 landskampe
- Carsten Nielsen (1976-81)
- Steen Thychosen (1978-1981)
- Peter Enevoldsen (1985-1986)
- Johnny Mølby (1992-1993)
- Peter Nielsen (1992-97 + 1999-2002)
- Per Pedersen (1997)
- Morten Skoubo (2002-2004)
- Kasper Bøgelund (2005-2008)
- Thomas Helveg (2005-2007)
- Bo Svensson (2006-2007)
- Sebastian Svärd (2006-2010)
- Mikkel Thygesen (2007)
- Andreas Christensen (2015-2017)
- Jannik Vestergaard (2016-2018)
- Andreas Poulsen (2018-)

## Andre sportsgrene
Borussia Mönchengladbach har også afdelinger for bordtennis og håndbold.